# Ruperto Donoso
Ruperto Donoso (10 de noviembre de 1914-16 de agosto de 2001) fue un jinete chileno de hípica. Conocido por haber ganado en 1947 en "Phalanx" el Belmont Stakes, una de las tres carreras que compones la Triple Corona de la Hípica Estadounidense. Además alcanzó el segundo lugar en el Preakness Stakes de 1939.
Nació en Santiago de Chile y sus primeros años como jockey los pasó en los hipódromos de dicha ciudad, luego corrió en el Hipódromo de Monterrico en Lima, Perú. Posteriormente viajó a Estados Unidos, donde se consagaró como unos de los mejores jinetes de Norteamérica.
En 1942 volvió a Chile para realizar el Servicio Militar Obligatorio en el Ejército de Chile. Luego volvió a Estados Unidos y comenzaron sus grandes logros, como en 1947 cuando ganó el Belmont Stakes. Después de José Santos León, es el jockey chileno que más triunfos tiene en Estados Unidos.